# ラムジ・ユセフ
ラムジー・ユーセフ（アラビア語：رمزي يوسف、翻字：Ramzī Yūsif, 原語発音：ラムズィー・ユースィフ, 口語発音：ラムズィー・ユーセフ）は、クウェート出身のイスラム主義活動家、テロリスト。

## 概要
1993年の世界貿易センター爆破事件と1994年のフィリピン航空434便爆破事件の主犯。
1995年にパキスタンのイスラマバードのゲストハウスに潜伏しているところをパキスタン軍統合情報局（ISI）とアメリカ合衆国の外交保安局（DSS）によって逮捕された。
ニューヨークで裁判にかけられ、世界貿易センター爆破事件やボジンカ計画などの主犯として2つの終身刑が宣告されている。
アメリカ同時多発テロ事件の発案者とされるハリド・シェイク・モハメドはラムジの叔父にあたる。

## 経歴
ラムジは、1967年5月20日にクウェートに生まれた。
両親はパキスタンのバローチスターン州出身で、家族が1980年代にパキスタンに戻るもラムジはイギリスに渡り教育を受けた。大学では電気工学を専攻した。
その後、アフガニスタンのアル＝カイーダの訓練キャンプに参加するとラムジは爆発物の専門家となった。

### 世界貿易センター爆破事件
1992年9月にイラク国籍の偽造旅券でアメリカに入国、ニューヨーク州やニュージャージー州を精力的に周り、オマル・アブドゥルラフマーンとも連絡を取った。
ユセフはメイル・カハネを暗殺したエル・サイード・ノサイルの家に出入りしていたムハンマド・サラーマーやマフムード・アブー・ハリマらと爆弾を製造し、1993年2月に世界貿易センター爆破事件を引き起こした。
ラムジ本人が事件後にニューヨーク・タイムズに出した犯行声明文では「日本の広島と長崎に投下した原子爆弾のお返しである」と書かれていた。しかしラムジはフィリピン航空434便爆破事件において日本人男性を1人殺害した。また、ボジンカ計画では東アジアまたは東南アジアで途中寄港するアメリカ合衆国行きの飛行機において時限爆弾を仕掛けて同時多発テロを起こすことを企てたが、経由地の大半が成田国際空港であったため、実行していれば日本人も犠牲になった可能性があり得る。なお、この計画は未遂に終わった。
犯行後、直ちにユセフはパキスタンのパスポートでイラクに逃亡した。

### フィリピン航空434便爆破事件
その後、パキスタンに戻ると首相に就任したベーナズィール・ブットーの暗殺を企てるが警察に阻まれて失敗する。さらにタイ王国・バンコクでイスラエル大使館の爆破にも失敗、ラムジらはイランに入国する。
1994年6月、マシュハドのシーア派聖地・アリー・リダー廟を爆破し26人を死亡させた。
次いで1995年1月にフィリピンを訪問するローマ教皇（ヨハネ・パウロ2世）を爆殺するなどのボジンカ計画を立案した。
この一連の計画の予行としてラムジは1994年12月にフィリピン航空434便爆破事件を起こし、日本人1名が犠牲となった。

### 逮捕

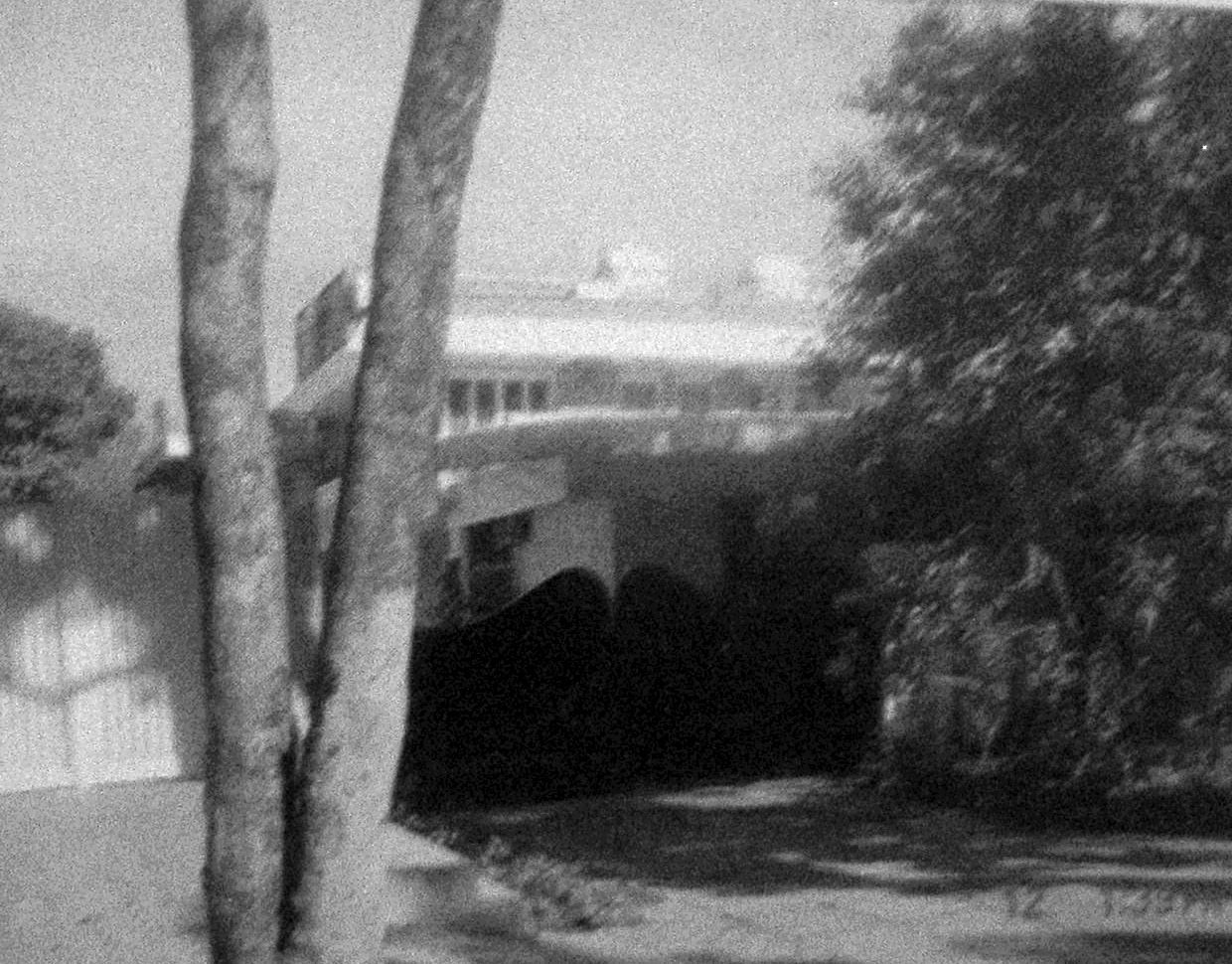
ユセフは1995年2月7日、パキスタンのイスラマバードにあるスカーサ・ゲストハウスで23日間にわたる捜索の末、逮捕された。

この犯行後、ラムジはマニラのアジトに戻り、アジア各地からアメリカ行きの航空機の同時多発的な爆破を計画して爆弾製造を始めるが、アジトにしていたアパートで火災が起きたため管理人に疑われてフィリピン警察に踏み込まれた。そのため、ラムジやハリド・シェイク・モハメド、アブドゥル・ムラードらが進めていた航空機テロの資料が露見し、連邦航空局は厳戒態勢を敷いた。
1995年2月、ユセフは潜伏先のパキスタンで逮捕された。
1996年、ボジンカ計画の主犯として終身刑を、1998年、世界貿易センター爆破事件の主犯として禁錮240年を、また同年、フィリピン航空434便爆破事件で日本人を殺害した罪で終身刑をそれぞれ宣告された。

### 現在

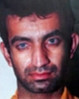
逮捕後のユセフ

現在はコロラド州・フローレンスにあるアメリカで唯一特殊警備が敷かれているADXフローレンス刑務所に収監されている。
オクラホマシティ連邦政府ビル爆破事件の主犯、ティモシー・マクベイを長期に渡り取材し、「アメリカン・テロリスト」を著したジャーナリストのダン・ハーベックによると、ユセフはマクベイや共犯者のテリー・ニコルズの他、ユナボマーとして知られるセオドア・カジンスキーと「爆破事件の犯人」という共通項から交友関係を持ち、"Bombers Row"と呼ばれる一団を形成していたという。
ユセフとマクベイは政治思想について活発な議論を交わしており、マクベイが1999年に死刑執行の為にインディアナ州テレホート刑務所に移送された後も、ユセフは他のグループメンバーと交流を続けているという。
なおカジンスキーに関しては、2021年12月下旬に収容先のコロラド州の刑務所からノースカロライナ州の医療刑務所に移送されたことを当局がウェブサイトにて明らかにした。

## 関連
- アメリカ同時多発テロ事件